# 自然観
自然観（しぜんかん）とは、価値判断の根底にある自然への価値観のこと。文化の差によって大きな違いがあると考えられる。

## 神話的自然観
自然観を示唆しているもののうち最も古い起源をもつのは、諸社会で胚胎した神話システムが物語る人間と自然の関係であろう。
神話的自然観が他の自然観に勝る面がある。それは神話的自然観が歴史をも説明しているからである。これは後述の哲学的自然観（歴史的説明を回避した）にも勝る点である。
時代を下れば、ユダヤ教・キリスト教圏では旧約聖書や新約聖書、イスラム教圏ではコーランの記述から知ることができる。日本では万葉の時代に編纂された万葉集の詩歌からも当時の自然観を知ることができる。
ギリシャ神話においては自然は様々な神として描かれている。風も神であった。しかも風の神もひとつではなく、北風には北風の神ボレアス、西風には西風の神ゼフュリスがいた。火には火の神がいた。さらにかまどの火にはかまどの火の神として別の神が立てられていた。

## 自然哲学
何らかの論理的統制や法則類を見出すのが自然哲学における自然観である。自然哲学は外延的には哲学全体を意味しうる拡がりをもっている。

### 東洋
中国では、「清軽なるものは昇りて天となる。濁りて重きものは降りて地となる」という考えがあった。清くて軽いものというのは四大にあてはめて考えると、風と火であり、上昇するので軽いと考えられる。濁りて重いものは大地・土である。こうしてみると、古代中国でも、（後述するような）宇宙生成論があったと言える。
『列子』の著者の列子は、最初には気があった、とした。気は混沌の状態にあったという。
中国では五行という考え方がある。五行とは木、火、土、金、水である。これは（元素というよりも）現象性を表しているともされる。この五行の考えは、現代の伝統中国医学でも活かされており、五行モデルを用いると自然治癒力うまく引き出すことができ、人体の機能の理解に関しては西洋現代医学で用いられがちな問題含みの機械論モデルよりも、中国の五行モデルのほうがすぐれている、といわれることがある。

### 西洋
アリストテレスが語るところによれば、自然についての哲学的思索を行った最初の人物はタレースである。タレースというのは「なぜ？」哲学の最初の人とされ、自然学の最初の人ともされる。アリストテレスが語るところによれば、彼は《アルケー》（原理、原素、はじまりなどと訳される）は何か？と問うたとされる。そしてタレース自身はその問いの答えとして「水だ」と答えた、とアリストテレスはする。
アナクシマンドロスはアルケーは「ト・アペイロン(限りないもの）」とし、アナクシメネースは「空気だ」と言ったという。ヘラクレイトスは火がアルケーだといった、とされる。こうした考え方は一元論的だともされる。（もっとも、これらの人物たちが、本当にそうしたアルケーという問いとそれに対する答えを出したわけではなく、それを語ったアリストテレスという人物が、ものごとをそうした見方で見る人だったので、そういう描写になったのだろう、とも指摘されることがある）。
フランスのブレーズ・パスカルは、人間を天使と獣の間に位置づけ、超自然と自然との中間者として人間を位置づけた。

## 自然科学
18世紀ごろから広まった自然科学では、人間にとって大切な《意味》や《心》的なものを排除するような方向で進んできてしまったことは、多くの学者によって指摘されている。
自然科学がそうして、意味を排除してきてしまったため、そこにおける自然観というのは、内容がすっかり貧弱になった。例えば、自然科学の自然観というのには倫理的な要素がすっかり欠落してしまっている。
自然科学を信仰する人は、自然哲学を時代遅れだなどと見なすことがある。だが事態はそう簡単ではない。自然科学的な思考でものごとをごり押ししてしまった結果、環境問題が起きてしまった。これについて自然科学では根本的反省も行われないし、是非善悪についての詳細の規定もたてられない。
環境問題のように、人間の生きざまの問題は、道徳や倫理、つまり哲学的なことに関係がある以上、こうしたことがらを扱う時には、自然科学的な思考を当てにするのではなく、哲学的に考える必要があるのである
。

### 個人的なもの
生物学、特に生態学など、自然に深くかかわり野外研究的な活動を長年続けてきた人が、自然に関するその信条を述べるのに「自然観」の語を使う例もある。たとえば今西錦司は『私の自然観』（講談社文庫、1978年）を出版している。